# Хлорид алюмінію
Хлори́д алюмі́нію (хло́ристий алюмі́ній) — неорганічна сіль. Хімічна формула — AlCl3

## Фізичні властивості
Хлорид алюмінію при звичайному тиску сублімується за температури 183 °C (під тиском плавиться при 192,6 °C). У воді добре розчинний (44,38 г в 100 г H2O при 25 °C); внаслідок гідролізу димить у вологому повітрі, виділяючи HCl. З водних розчинів випадає кристалогідрат AlCl3 · 6H2O — жовтувато-білі розпливчасті кристали. Добре розчинні у багатьох органічних сполуках (в етанолі — 100 г на 100 г спирту при 25 °C, в ацетоні, дихлороетані, діетиленгліколі, нітробензені, та ін); однак практично не розчиняється в бензені і толуені.

## Отримання
Найважливіший спосіб отримання хлориду алюмінію в промисловості — дія суміші Cl2 та CO на зневоднений каолін або боксит в шахтних печах:
Al2O3 + ЗCO + З Cl2 → 2AlCl3 + 3 CO2
В лабораторній практиці краще використати CCl4 замість суміші газів для приготування фосгену:
2Al2O3 + ЗC + З CCl4 → 4AlCl3 + 6 CO
Оксид алюмінію просочують органічною рідиною схильною до обвуглювання і прожарюють в закритій від вільного доступу повітря ємності. Вуглець в суміш додають для зниження температури реакції (традиційна для подібних методів отримання 600–800 °C — темно-червоне розпечення). Хлорид алюмінію конденсують в приймачі, а монооксид вуглецю виводять у витяжку або у полум'я на спалювання.
При температурі в 900 °C хлорид бору та фосфід алюмінію дають на виході фосфід бору і хлорид алюмінію:
{\displaystyle ~\mathrm {BCl_{3}+AlP{\xrightarrow {900^{o}C}}BP+AlCl_{3}} }
Також є й інші способи отримання хлориду алюмінію:
Al + FeCl3 → AlCl3 + Fe
Al(OH)3 + 3HCl → AlCl3 + 3H2O
3CuCl2 + 2Al → 2AlCl3↑ + 3Cu
Останню реакцію краще проводити з великими шматками алюмінію, а не порошком зважаючи на її значну екзотермічність (дивіться алюмотермія).
Безводний хлорид алюмінію в домашніх умовах можна  ще готувати так:
3ZnCl2 + 2Al → 2AlCl3↑ + 3Zn
3CaCl2 + 2Al → 2AlCl3↑ + 3Ca
оскільки вказані хлориди легше отримати в безводній формі. Перша реакція в плані технічного виконання (ZnCl2 при кристалізації з води при температурі вище 28 °C дає безводні кристали), найпростіша, другу краще проводити при наявності обладнання з гарною герметизацією при робочих температурах (~850-900 °C, напускати повітря тільки після остигання!), зате має побічним продуктом металевий кальцій.

## Застосування
Безводний хлорид алюмінію утворює продукти приєднання з багатьма неорганічними (наприклад, NH3, H2S, SO2) і органічними (хлорангідриди кислот, етери та інші) речовинами, з чим пов'язано найважливіше технічне застосування AlCl3 як каталізатор при переробці нафти і при органічних синтезах (наприклад, Реакція Фріделя — Крафтса). Гексагідрат і його розчини використовуються при очищенні стічних вод, обробки деревини тощо.